# Cinema de Burkina Faso
El cinema de Burkina Faso és un dels cinemes més significatius d'Àfrica, té una història de moltes dècades de filmografia i ha produït moltes pel·lícules que han rebut premis.

## Història
El cinema de Burkina Faso ha esdevingut una part important de la història de la indústria fílmica de l'Àfrica postcolonial. La contribució del cinema burkinabès al cinema africà va començar amb l'establiment del festival de cinema FESPACO que començà com a Setmana del Cinema el 1969 i que va obtenir suport governamental i estructures permanents el 1972. Aquest és el Festival de cinema més important de l'Àfrica Subsahariana. A més a més, Burkina Faso també és un dels principals països africans productors de films. La majoria dels directors burkinabesos tenen reconeixement internacional i han guanyat guardons en festivals internacionals. Ouagadougou, la capital del país també va ser durant molts anys la seu de la Federació Panafricana de Directors (FEPACI), que en l'actualitat té el secretariat a Sud-àfrica. Entre el 1977 i el 1987 hi va haver a Burkina Faso l'Institut d'Education Cinématographique d'Ouagadougou (INAFEC).
A finals de la dècada de 1990, van començar a proliferar companyies de producció locals. El 2002 existien més de vint-i-cinc petites companyies productores. Els directors més coneguts de Burkina Faso són Mamadou Djim Kola, Gaston Kaboré, Kollo Daniel Sanou, Paul Zoumbara, Emmanuel Kalifa Sanon, Pierre S. Yameogo, Idrissa Ouedraogo, Drissa Toure, Dani Kouyaté i Régina Fanta Nacro.
Burkina Faso també produeix sèries de televisió populars com Bobodjiouf.

## Distribució

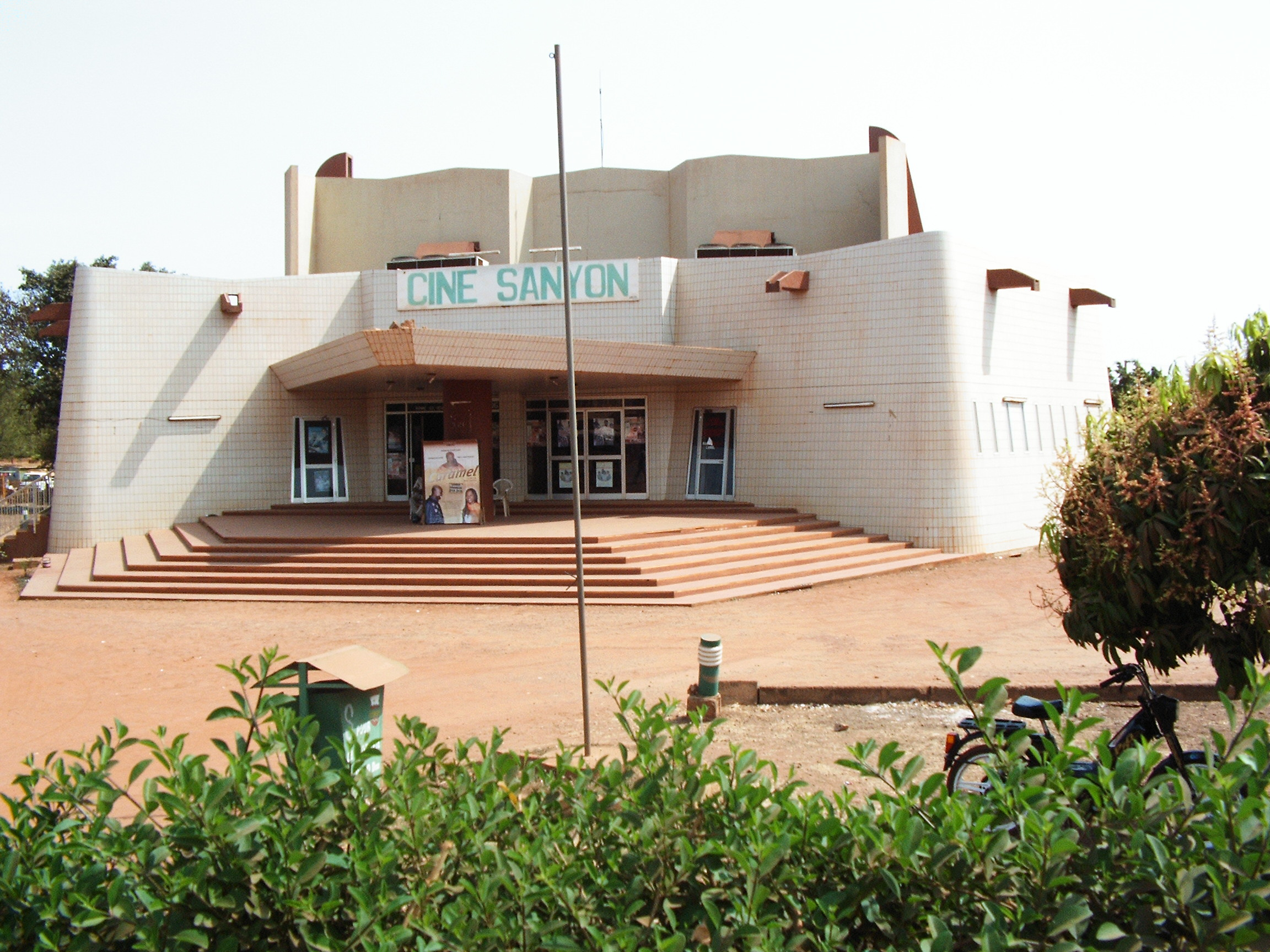
Un cinema a Bobo-Dioulasso

La majoria dels films burkinabesos han trobat distribució a l'Europa francòfona i molts han rebut ajudes del Ministeri francès de cooperació. Tot i que aquests films han rebut reconeixement i premis a Europa, són poc coneguts en el continent africà fora dels cercles acadèmics.

## Festivals i escoles
A Ouagadougou, la capital de Burkina Faso s'hi celebra bianualment el Festival Panafricà de Cinema i Televisió d'Ouagadougou (FESPACO). El 2005 el director Gaston Kaboré va obrir una escola de cinematografia a Ouagadougou.

## Pel·lícules destacades
Algunes de les pel·lícules més destacades de Burkina Faso són:
- Yaaba (1989), dirigida per Idrissa Ouedraogo.
- Tilaï (1990), dirigida per Idrissa Ouedraogo.
- Buud Yam (1997), dirigida per Gaston Kaboré.
- Kini and Adams (1997), dirigida per Idrissa Ouedraogo.
- Garba (1998), dirigida per Adama Roamba.
- Silmande Tourbillon (1998), dirigida per S.Pierre Yameogo.
- Le Truc De Konate (1998), dirigida per Fanta Regina Nacro.
- Delwende ("get up and walk") (2005), dirigida per S. Pierre Yameogo.